# Kanton Hirson
Hirson is een kanton van het Franse departement Aisne. Het kanton maakt deel uit van het arrondissement Vervins.

## Gemeenten
Het kanton Hirson omvatte tot 2014 de volgende gemeenten:
- Bucilly
- Buire
- Effry
- Éparcy
- La Hérie (Landherie)
- Hirson (hoofdplaats)
- Mondrepuis
- Neuve-Maison
- Ohis
- Origny-en-Thiérache
- Saint-Michel
- Watigny
- Wimy

Ingevolge de herindeling van de kantons bij decreet van 21 februari 2014, met uitwerking op 22 maart 2015, werd het kanton uitgebreid met het volledige kanton Aubenton tot volgende 26 gemeenten:
- Any-Martin-Rieux
- Aubenton
- Beaumé
- Besmont
- Bucilly
- Buire
- Coingt
- Effry
- Éparcy
- La Hérie
- Hirson
- Iviers
- Jeantes
- Landouzy-la-Ville
- Leuze
- Logny-lès-Aubenton
- Martigny
- Mondrepuis
- Mont-Saint-Jean
- Neuve-Maison
- Ohis
- Origny-en-Thiérache
- Saint-Clément
- Saint-Michel
- Watigny
- Wimy